# Ernst Christoph von Blücher
Ernst Christoph von Blücher (født 1714 på Gutzkow i Mecklenburg, død 17. april 1800 sammesteds) var en dansk officer.
Han var en søn af Lorenz von Blücher (27. februar 1655 – august 1728), der i slaget ved Helsingborg 1710 var dansk brigader og oberst for jyske regiment, og Anna Elisabeth von Dehn (død 3. december 1741) og født på faderens gods Gutzkow i Mecklenburg. Blücher kom i dansk tjeneste 1735 som fændrik og tilkøbte sig tre år efter kompagni i «Regiment de Marine». I 1741 kaldet bornholmske regiment, hvor han, der 1749 havde fået titel af generaladjudant i 1753 blev oberstløjtnant og 1760 oberst. Som kommandør for regimentet deltog han 1762 i toget til Mecklenburg under Claude-Louis de Saint-Germain, og han fremhæves fra den tid af som en i alle henseender ganske fortrinlig officer, der dog var noget for streng i tjenesten. 1772 udnævntes han til generalmajor, blev hvid ridder 1774, overgik 1778 som chef for det nys oprettede regiment Lolland (fra 1785 holstenske infanteriregiment), blev generalløjtnant 1781 og general af infanteriet 1793. To år efter fik han afsked med pension, og da han samme år mistede sin hustru, Charlotte Amalie von der Pfordten (døbt 11. september 1725 – 5. maj 1795), datter af generalløjtnant Ulrich Wilhelm von der Pfordten og Catharine Marie f. von Eberhertz, hvem han havde ægtet 24. maj 1764, flyttede han fra Danmark og tilbragte sine sidste leveår på Gutzkow, hvor han døde 17. april 1800.